# Konkurs o nagrodę im. Krzysztofa Mętraka
Konkurs o nagrodę im. Krzysztofa Mętraka dla młodych krytyków filmowych – ogólnopolski konkurs krytyczno-filmowy dedykowany polskiemu krytykowi filmowemu Krzysztofowi Mętrakowi (1945-1993), organizowany od 1995 roku z inicjatywy reżysera Piotra Łazarkiewicza. Głównymi organizatorami Konkursu są Anna Osmólska-Mętrak i Janusz Zaorski, we współpracy z Polskim Instytutem Sztuki Filmowej oraz Stowarzyszeniem Nowe Horyzonty.

## Zasady konkursu
Zgodnie z regulaminem uczestnikami mogą być autorzy, którzy w momencie zgłoszenia prac konkursowych nie ukończyli 32. roku życia. Zgłoszony do konkursu zestaw prac nie może przekroczyć określonego limitu znaków (obecnie 32 tys.), musi zawierać minimum trzy prace, z których jedna nie została wcześniej opublikowana.

## Nagrody
Główne nagrody w konkursie mają charakter finansowy, a fundowane są przez PISF. Od 2002 roku laureat Grand Prix otrzymuje też rzeźbę autorstwa Adama Myjaka. Nagrody wręczane są zazwyczaj w dniu imienin patrona konkursu, 25 lipca, na gali podczas Międzynarodowego Festiwalu Filmowego Nowe Horyzonty we Wrocławiu. Od 2005 roku Laureat Grand Prix wybiera film, który zostaje wyświetlony na zakończenie uroczystości.
Laureat Grand Prix staje się członkiem jury kolejnych edycji konkursu. Od 2006 roku protokoły jury zawierają uzasadnienia dla przyznanych nagród i wyróżnień.

## Publikacje
Prace laureatów konkursu ukazały się w dwóch antologiach:
- Młoda krytyka filmowa, pod red. Marka Hendrykowskiego i Andrzeja Szpulaka, Wydawnictwo Naukowe UAM, Poznań 2003, ISBN 978-83-232-1298-0 (obejmuje siedem pierwszych edycji Konkursu z lat 1995–2002);
- Kino ze znakiem jakości. 15-lecie Konkursu o nagrodę im. Krzysztofa Mętraka, pod red. Anny Osmólskiej-Mętrak, Wydawnictwo Anagram, Warszawa 2011, ISBN 978-83-60422-22-9 (zawiera wybór prac z edycji konkursowych w latach 1995–2010).

Pod patronatem Konkursu im. Krzysztofa Mętraka ukazały się następujące, polsko-angielskie publikacje wydane przez Fundację Tumult przy okazji wystaw organizowanych w Centrum Sztuki Współczesnej w Toruniu w ramach Festiwalu Camerimage:
- David Cronenberg. W oczach krytyków filmowych (David Cronenberg: In the Eyes of Film Critics), red. Anna Osmólska-Mętrak, Radosław Osiński, Fundacja Tumult, Toruń 2016. ISBN 978-83-61580-19-5.
- David Lynch. Polskie spojrzenia (David Lynch. Polish perspective), red. Anna Osmólska-Mętrak, Radosław Osiński, Fundacja Tumult, Toruń 2017 – nominacja do Nagrody PISF w kategorii książka o tematyce filmowej. ISBN 978-83-61580-22-5.

## Laureaci Grand Prix[a]
| - I edycja – 1995 r. – Mateusz Werner; |
| --- |
| Jury I edycji Konkursu o nagrodę im. Krzysztofa Mętraka, wyróżniającego młodych krytyków filmowych, w składzie: Anna Osmólska-Mętrak, Waldemar Chołodowski, Jerzy Górzański, Jerzy Kapuściński, Jarosław Sander, Tadeusz Sobolewski, Janusz Zaorski, Magdalena Sendecka, Piotr Łazarkiewicz po zapoznaniu się 23 zestawów tekstów na posiedzeniu w dniu 19 czerwca 1995 roku przyznało następujące nagrody: Nagroda Główna – stypendium fundowane przez Prezesa Zarządu TVP S.A. i Przewodniczącego Komitetu Kinematografii (500 zł miesięcznie w ciągu roku) – Mateusz Werner; Nagroda Warner Bros. Poland – Piotr Litka; Nagroda „Sztandaru Młodych” – Anna Pietrzak; Nagroda miesięcznika „Film” – Wojciech Grabowski; Jury postanowiło przyznać specjalne wyróżnienie za tekst Świat nie jest taki zły Katarzynie Turaj-Kalińskiej. |

| - II edycja – 1996 r. – Bartosz Żurawiecki; |
| --- |
| Jury II edycji Konkursu o nagrodę im. Krzysztofa Mętraka, wyróżniającego młodych krytyków filmowych, w składzie: Waldemar Chołodowski, Jerzy Górzański, Jerzy Kapuściński, Jarosław Sander, Andrzej Werner, Mateusz Werner, Janusz Zaorski, Magdalena Sendecka, Piotr Łazarkiewicz na posiedzeniu w dniu 17 czerwca 1996 roku przyznało następujące nagrody: Nagroda Główna – stypendium fundowane przez Prezesa Zarządu TVP S.A. (500 zł miesięcznie w ciągu roku) oraz ufundowany przez firmę TANTRA zestaw 15 kaset wideo z serii To jest kino! – Bartosz Żurawiecki. Laureat został zaproszony do wygłoszenia referatu na seminarium w czasie przyszłorocznego Lubuskiego Lata Filmowego w Łagowie; otrzymał także nagrodę Agencji Scenariuszowej – zestaw książek o filmie i zaproszenie do Komisji Ekspertów Agencji oraz nagrodę tygodnika „Polityka” (1.000 zł); Nagroda Specjalna – ufundowana przez TVP S.A. (1.000 zł) – Piotr Litka. Wyróżnienia: Bogdan Sobieszek, Anna Kaplińska, Wojciech Kowalski, Katarzyna Jabłońska. |

| - III edycja – 1997 r. – Andrzej Szpulak; |
| --- |
| Jury III edycji Konkursu o nagrodę im. Krzysztofa Mętraka, wyróżniającego młodych krytyków filmowych, w składzie: Anna Osmólska-Mętrak, Jerzy Górzański, Jarosław Sander, Tadeusz Sobolewski, Andrzej Werner, Mateusz Werner, Janusz Zaorski, Bartosz Żurawiecki, Magdalena Sendecka, Piotr Łazarkiewicz na posiedzeniu w dniu 19 czerwca 1997 roku przyznało następujące nagrody: Grand Prix – roczne stypendium w wysokości 500 zł miesięcznie ufundowane przez Przewodniczącego Kinematografii i Prezesa Komitetu ds. Radia i Telewizji – Andrzej Szpulak II nagroda – Aneta Pierzchała; III nagroda – Anita Piotrowska; Wyróżnienia: Jarosław Twardosz, Konrad Chwielecki. |

| - IV edycja – 1998 r. – Barbara Kosecka; |
| --- |
| Jury IV edycji Konkursu o nagrodę im. Krzysztofa Mętraka, wyróżniającego młodych krytyków filmowych, w składzie: Anna Osmólska-Mętrak, Waldemar Chołodowski, Jerzy Górzański, Jerzy Kapuściński, Jarosław Sander, Tadeusz Sobolewski, Mateusz Werner, Janusz Zaorski, Bartosz Żurawiecki oraz Magdalena Sendecka i Piotr Łazarkiewicz na posiedzeniu w dniu 9 czerwca 1998 roku przyznało następujące nagrody: Grand Prix – roczne stypendium w wysokości 600 zł miesięcznie ufundowane przez Przewodniczącego Komitetu Kinematografii i Prezesa Komitetu ds. Radia i Telewizji – Barbara Kosecka. II nagroda – 3.600 zł – Piotr Zwierzchowski; III nagroda – Tomasz Tiuryn Wyróżnienia: Katarzyna Kubisiowska, Jarosław Czarnecki, Marcin Wrona, Katarzyna Taras, Katarzyna Bielińska, Ewa Cywińska. |

| - V edycja – 1999 r. – Tomasz Tiuryn; |
| --- |
| Jury V edycji Konkursu o nagrodę im. Krzysztofa Mętraka, wyróżniającego młodych krytyków filmowych, w składzie: Anna Osmólska-Mętrak, Barbara Kosecka, Magdalena Sendecka, Waldemar Chołodowski, Jerzy Górzański, Piotr Łazarkiewicz, Jarosław Sander, Mateusz Werner, Janusz Zaorski, Bartosz Żurawiecki na posiedzeniu w dniu 18 czerwca 1999 roku przyznało następujące nagrody: Grand Prix – stypendium fundowane przez Prezesa Zarządu TVP S.A. – Tomasz Tiuryn; II nagroda – Wojciech Kocołowski; Wyróżnienia: Waldemar Frąc, Piotr Kletowski, Ewa Źródlewska, Ewa Brol. |

| - VI edycja – 2000 r. – nie przyznano; |
| --- |
| Jury VI edycji Konkursu o nagrodę im. Krzysztofa Mętraka, wyróżniającego młodych krytyków filmowych, w składzie: Anna Osmólska-Mętrak, Jerzy Górzański, Janusz Zaorski, Mateusz Werner, Barbara Kosecka, Tomasz Tiuryn, Bartosz Żurawiecki, Magda Sendecka i Piotr Łazarkiewicz postanowiło przyznać następujące nagrody: Grand Prix – nie przyznano; II nagrodę (3.500 zł) – otrzymał Wojciech Kuczok; III nagrodę (ex aequo, po 2.000 zł) – Bogumiła Wanda Michalska, Małgorzata Sadowska; Wyróżnienia: Wojciech Dobosiewicz, Michał Oleszczyk, Dagmara Romanowska. |

| - VII edycja – 2002 r. – Michał Chaciński; |
| --- |
| Jury VII edycji Konkursu o nagrodę im. Krzysztofa Mętraka, wyróżniającego młodych krytyków filmowych, w składzie: Piotr Łazarkiewicz (przewodniczący), Anna Osmólska-Mętrak, Filip Bajon, Jerzy Górzański, Marek Hendrykowski, Justyna Kobus, Barbara Kosecka, Andrzej Szpulak, Tomasz Tiuryn, Janusz Zaorski, Bartosz Żurawiecki, na posiedzeniu w dniu 16 grudnia 2002 roku, po zapoznaniu się z pracami 35 autorów, postanowiło przyznać następujące nagrody: Grand Prix – rzeźbę autorstwa Adama Myjaka oraz 5.000 zł – otrzymał Michał Chaciński; II nagrodę (3.000 zł) – Michał Oleszczyk; III nagrodę (ex aequo, po 1000 zł) – Maria Magdalena Gierat i Piotr Toczyski. Jednocześnie jury podkreśliło wyrównany i wysoki poziom tegorocznego konkursu. |

| - VIII edycja – 2003 r. – Paweł T. Felis; |
| --- |
| Jury VIII edycji Konkursu o nagrodę im. Krzysztofa Mętraka, wyróżniającego młodych krytyków filmowych, w składzie: Piotr Łazarkiewicz (przewodniczący), Anna Osmólska-Mętrak, Jerzy Górzański, Marek Hendrykowski, Justyna Kobus, Janusz Zaorski, Mateusz Werner, Bartosz Żurawiecki, Andrzej Szpulak, Barbara Kosecka, Tomasz Tiuryn, Michał Chaciński przyznało następujące nagrody: Grand Prix – rzeźbę autorstwa Adama Myjaka oraz 10.000 zł – otrzymał Paweł T. Felis; II miejsce (5.000 zł) – zdobył Michał Oleszczyk III miejsce (ex aequo, po 1.250 zł) – Monika Talarczyk-Gubała, Darek Arest; Wyróżnienia: Katarzyna Wajda, Anna Śliwińska, Marcin Jauksz, Magdalena Pogorzelska. |

| - IX edycja – 2005 r. – Michał Oleszczyk; |
| --- |
| Jury IX edycji Konkursu o nagrodę im. Krzysztofa Mętraka, wyróżniającego młodych krytyków filmowych, w składzie: Piotr Łazarkiewicz (przewodniczący), Anna Osmólska-Mętrak, Michał Chaciński, Paweł T. Felis, Jerzy Górzański, Roman Gutek, Marek Hendrykowski, Barbara Kosecka, Andrzej Szpulak, Tomasz Tiuryn i Janusz Zaorski, po zapoznaniu się z pracami 43 uczestników, na posiedzeniu w dniu 18 kwietnia 2005 roku postanowiło przyznać następujące nagrody: Grand Prix – rzeźbę autorstwa Adama Myjaka oraz 10.000 zł – otrzymał Michał Oleszczyk; Film wybrany przez laureata Grand Prix do prezentacji podczas gali wręczenia nagród – „Koniec długiego dnia” reż. Terence Davies. II nagrodę (5.000 zł) – Darek Arest; III nagrodę (ex aequo, po 1.250 zł) – Wojciech Pitala i Adam Kruk; Ponadto, podkreślając bardzo wysoki i wyrównany poziom nadesłanych prac, jury wyróżniło następujące osoby: Jakuba Półtoraka i Seweryna Rudnickiego, Piotra Sawickiego, Jakuba Sochę, Bartłomieja Dyrcza, Michała Walkiewicza, Annę Śliwińską, Bartłomieja Staszczyszyna, Annę Kocińską, Jadwigę Roskowską, Jana Jakuba Pudełko,, a także parę tegorocznych maturzystów, Agnieszkę Filipiak i Przemysława Pełkę. |

| - X edycja – 2006 r. – Darek Arest; |
| --- |
| Jury X edycji Konkursu o nagrodę im. Krzysztofa Mętraka, wyróżniającego młodych krytyków filmowych, w składzie Anna Osmólska-Mętrak (przewodnicząca), Piotr Łazarkiewicz, Marek Hendrykowski, Michał Chaciński, Paweł T. Felis, Jerzy Górzański, Roman Gutek, Michał Oleszczyk, Andrzej Szpulak i Janusz Zaorski, po zapoznaniu się z pracami 71 uczestników, na posiedzeniu w dniu 15 maja 2006 roku postanowiło przyznać następujące nagrody: Grand Prix – rzeźbę autorstwa Adama Myjaka oraz 10.000 zł – otrzymał Darek Arest, za: nieprzeciętną, krytycznofilmową osobowość, konsekwentny rozwój, oraz zwłaszcza za teksty, których czytanie jest przyjemnością i wyzwaniem jednocześnie – jak szczególnie doceniony przez jury „Game. Set. Match. Matchpoint Woody’ego Allena”; Film wybrany przez laureata Grand Prix do prezentacji podczas gali wręczenia nagród – „Szklana pułapka” reż. John McTiernan. II nagrodę (5.000 zł) – Jakub Socha, za: potwierdzenie, że warsztatowa sprawność i językowa finezja mogą iść w parze z imponującą wnikliwością i filmową wrażliwością, co znalazło szczególny wyraz w tekście o polskim kinie niezależnym, pt. „O schizofrenii, statkach i pięciogwiazdkowych hotelach, czyli dlaczego się nie buntują?”; III nagrodę (ex aequo, po 1.250 zł) – Roman Książek i Michał Walkiewicz Roman Książek za: dojrzałość, eseistyczną swadę, przenikliwość i nienachalną erudycję, która łączy się z osobistym stosunkiem do kina i odwagą własnych sądów, jak w tekście „Moda na nieRzeczywistość”; Michał Walkiewicz za: elegancję stylu, rozpiętość gatunkową nadesłanych tekstów i umiejętność wieloaspektowego spojrzenia na współczesne kino, które objawiło się najpełniej w tekście poświęconym twórczości Waltera Sallesa „Amerykańskie obake na Dworcu Nadziei”; Jury postanowiło przyznać także trzy równorzędne wyróżnienia specjalne dla: Wojciecha Dobosiewicza za: pracę o Rozmowie Francisa Forda Coppoli, którą jury doceniło mimo tego, że nie był to tekst krytyczno-filmowy; Anny Kocińskiej za: niebanalne i inspirujące spojrzenie na Romana Polańskiego jako aktora; Jarosława Pietrzaka za: zadziorność, stylistyczną i intelektualną gorączkę, w której widać subiektywny stosunek do opisywanych filmów i otaczającego świata. Ponadto jury wyróżniło prace następujących osób: Mariusza Gądka, Sebastiana Jagielskiego, Adama Kruka, Krzysztofa Michałowskiego, Łukasza Muszyńskiego i Bartosza Rudnickiego. |

| - XI edycja – 2007 r. – Jakub Socha; |
| --- |
| Jury XI edycji Konkursu o nagrodę im. Krzysztofa Mętraka, wyróżniającego młodych krytyków filmowych, w składzie: Piotr Łazarkiewicz (przewodniczący), Anna Osmólska-Mętrak, Darek Arest, Michał Chaciński, Paweł T. Felis, Jacek Fuksiewicz, Jerzy Górzański, Marek Hendrykowski, Michał Oleszczyk, Andrzej Szpulak, Mateusz Werner i Janusz Zaorski, po zapoznaniu się z pracami 56 kandydatów, postanowiło przyznać następujące nagrody: Grand Prix – rzeźbę autorstwa Adama Myjaka oraz 10.000 zł – otrzymał Jakub Socha, za: wyjątkową dojrzałość krytyczno filmową (co widać m.in. w tekście „Obcy vs Predator. O krytyce filmowej”), oryginalność myśli, stylistyczną lekkość i dyscyplinę jednocześnie, która pozwala błyskotliwie łączyć wnikliwość z tonem osobistym; Film wybrany przez laureata Grand Prix do prezentacji podczas gali wręczenia nagród – „Wielki sen” reż. Howard Hawks. II nagrodę (5.000 zł) – Michał Walkiewicz, za: imponujący rozmach stylu i szerokość spojrzenia na kino, którymi z powściągliwą erudycją podzielił się w tekście „Opowieść o dwóch siostrach”; III nagrodę (2.500 zł) – Kuba Mikurda, za: imponujący warsztat, indywidualizm sądów oraz twórczą nieufność wobec kultury i języka używanego do jej opisu. Wyróżnienia: Sebastian Jagielski, Adam Kruk, Paulina Kwas, Małgorzata Major, Agata Rosochacka, Piotr Rowicki. |

| - XII edycja – 2008 r. – Michał Walkiewicz; |
| --- |
| Jury XII Konkursu o nagrodę im. Krzysztofa Mętraka, wyróżniającego młodych krytyków filmowych, w składzie: Piotr Łazarkiewicz (przewodniczący), Anna Osmólska-Mętrak, Piotr Chrzan, Paweł T. Felis, Jerzy Górzański, Marek Hendrykowski, Michał Oleszczyk, Jakub Socha, Andrzej Szpulak i Janusz Zaorski, po zapoznaniu się z pracami 76 uczestników, na posiedzeniu w dniu 27 maja 2008 r. postanowiło przyznać następujące nagrody: Grand Prix, rzeźbę autorstwa Adama Myjaka oraz 10 000 zł., otrzymał Michał Walkiewicz: największa osobowość krytyczno-filmowa w tegorocznym konkursie, który zachwycił jurorów przekornym i lekkim jednocześnie piórem, a przede wszystkim oryginalnym i wnikliwym spojrzeniem na kino, w którym widać pasję, inteligencję i poczucie humoru. Film wybrany przez laureata Grand Prix do prezentacji podczas gali wręczenia nagród – „Obcy – decydujące starcie” reż. James Cameron. Jury postanowiło nie przyznawać w tym roku drugiej nagrody. Nagrodę trzecią – po 2500 zł. – otrzymali ex aequo: Marta Brzezińska za: precyzję, elokwencję i opanowanie trudnej sztuki pisania esejów. A także za oryginalne, imponujące erudycją i wnikliwością, odczytanie kina środkowoeuropejskiego. Błażej Hrapkowicz za: elegancję stylu, doskonały warsztat, osobisty ton i odwagę w wygłaszaniu własnych sądów, co zaowocowało pracami wrażliwymi i wnikliwymi, wymykającymi się schematom i oczywistościom. Łukasz Muszyński za: ostry, ale zdyscyplinowany styl, niepokorność myśli oraz emocje, jakie wzbudził wśród jurorów zwłaszcza jego tekst „Bezcelowe wędrówki młodej krytyki filmowej”. Nadesłano w tym roku – podobnie jak w latach ubiegłych – dużo prac, które ze względu na swój filmoznawczy charakter nie mieściły się w formule konkursu. Jury postanowiło jednak wyjątkowo uhonorować wyróżnieniem specjalnym Kubę Mikurdę, którego teksty o sztukach wizualnych mają szansę ożywić w Polsce dyskurs teoretyczno-filmowy. Doceniając oryginalność, erudycję i twórcze inspirowanie się Lacanem czy Žižkiem, prac Kuby Mikurdy jury nie mogło jednak brać pod uwagę przy przyznawaniu głównych nagród. Wyróżnienia: Marcin Adamczak, Przemysław Kaniecki, Piotr Prusinowski, Krzysztof Świrek, Agnieszka Wróblewska. |

| - XIII edycja – 2009 r. – Krzysztof Świrek; |
| --- |
| Jury XIII Konkursu o Nagrodę im. Krzysztofa Mętraka, wyróżniającego młodych krytyków filmowych, w składzie Darek Arest, Jerzy Górzański, Marek Hendrykowski, Artur Majer, Michał Oleszczyk, Anna Osmólska-Mętrak (przewodnicząca), Jakub Socha, Michał Walkiewicz, Mateusz Werner i Janusz Zaorski, po zapoznaniu się z pracami 77 uczestników, postanowiło przyznać następujące nagrody: Grand Prix, rzeźbę autorstwa Adama Myjaka oraz 10 000, otrzymał Krzysztof Świrek za: imponującą dojrzałość krytyczną, rygor myśli i języka, a także wyjątkową i spójną wizję sztuki filmowej. Film wybrany przez laureata Grand Prix do prezentacji podczas gali wręczenia nagród – „Zagubiona autostrada” reż. David Lynch. II nagrodę (5000 zł) otrzymał Stanisław Liguziński za: fascynujące wędrówki po najróżniejszych obszarach kultury i gatunkową rozpiętość prac, w których zawsze można odnaleźć autora. III nagrodę (ex-aequo po 1250 zł) dostali: Agnieszka Jakimiak za: erudycję, inteligencję, wnikliwość i odświeżające spojrzenie na klasykę kina Jakub Marmurek za: odwagę w formułowaniu sądów i skuteczną obronę wartości coraz częściej pomijanych we współczesnym dyskursie krytyczno-filmowym. Wyróżnienia: Patrycja Rojek za: dojrzałość i ogromny potencjał, który zaowocował zestawem tekstów na wysokim poziomie; Jaromir Bogacz za: przeszywającą ostrość spojrzenia na kulturę popularną; Błażej Hrapkowicz za: lekkość wywodu i twórczą gorączkę myśli; Adam Kruk za: silną osobowość krytyczną i wyrafinowany styl; Marta Brzezińska za: odwagę w chodzeniu własnymi ścieżkami; Daniel Wołyniec za: ekscentryzm i poczucie humoru, którego brakowało w tegorocznym konkursie; Marcin Adamczak za: przenikliwy wgląd w Fabrykę Snów; Anna Fac-Biedziuk za: osobisty ton, biegłość i różnorodność stylistyczną; Malwina Grochowska za: udowodnienie, że Mickiewicz nie musi być balastem w interpretowaniu kultury współczesnej; Anna Kiedrzynek za: instynkt polemiczny i polot językowy; Roman Książek za: umiejętne poszerzanie granic krytyki filmowej. |

| - XIV edycja – 2010 r. – Agnieszka Jakimiak; |
| --- |
| Jury XIV Konkursu o Nagrodę im. Krzysztofa Mętraka, wyróżniającego młodych krytyków filmowych, w składzie Darek Arest, Paweł Felis, Marek Hendrykowski, Michał Oleszczyk, Anna Osmólska-Mętrak (przewodnicząca), Jakub Socha, Andrzej Szpulak, Krzysztof Świrek, Michał Walkiewicz, Mateusz Werner i Janusz Zaorski, po zapoznaniu się z pracami 82 uczestników postanowiło przyznać następujące nagrody: Grand Prix, rzeźbę autorstwa Adama Myjaka oraz 10 000 zł, otrzymuje Agnieszka Jakimiak za: elegancję i czystość stylu, przenikliwość oraz swobodne przemieszczanie się po różnorodnych rejonach kultury z pewnością, która dowodzi, że w każdym z nich jest u siebie. Film wybrany przez laureatkę Grand Prix do prezentacji podczas gali wręczenia nagród – „Rozpacz” reż. Rainer Werner Fassbinder. II nagroda (5000 zł) Błażej Hrapkowicz za: burzliwą, niespokojną i nieprzejednaną prozę krytyczną, oferującą czytelnikowi prawdziwą intelektualną przygodę. III nagroda (2.500 zł) Mikołaj Marcela za: wnikliwość, inteligencję i stylistyczną dyscyplinę, które zaowocowały zestawem tekstów na najwyższym poziomie. Jury przyznało również następujące wyróżnienia: Marcin Adamczak za: szerokie spojrzenie na nowe zjawiska kultury medialnej w tekście „Kain, Abel, sny Marksa i media, czyli jak przyszłość pokazała inaczej”. Alina Grzegorzewska za: gruntowność i przenikliwość krytycznego myślenia w tekście „Wszyscy jesteśmy piłkarzami?”. Piotr Mirski za: dowcip, pasję i fantazję archiwisty, ujawnione w eseju o nieznanym dotąd arcydziele Orsona Wellesa. Piotr Sawicki za: pobudzający do oglądania filmów Jeana-Pierre’a Melville’a, oraz do dalszego czytania, tekst „Śmierć z niewyspania”. Maciej Stasiowski za: rozpiętość zainteresowań, oryginalność podejścia i złożony stosunek do uwodzicielskiej kultury popularnej, ujawnione zwłaszcza pomysłowej recenzji filmu „Obcy kontra potwory”. Piotr Tarczyński za: udowodnienie, że opera mydlana może być ciągle niebezpieczna, w zaskakującym spojrzeniu na polityczną spuściznę serialu „Dynastia”, czyli tekście „Na kogo głosuje Blade Carrington?”. Jakub Wencel za: odwagę myśli i języka w trudnym starciu z kinem Michaela Haneke. Magdalena Witkowska za: orzeźwiającą energię bijącą z nadesłanych filmowych recenzji oraz tekstu o filmowych idolach „Ulubieńcy młodych”. |

| - XV edycja – 2011 r. – Marcin Adamczak; |
| --- |
| Jury XV Konkursu o nagrodę im. Krzysztofa Mętraka, wyróżniającego młodych krytyków filmowych, w składzie: Darek Arest, Michał Chaciński, Paweł T. Felis, Agnieszka Jakimiak, Marek Hendrykowski, Artur Majer, Anna Osmólska-Mętrak (przewodnicząca), Jakub Socha, Andrzej Szpulak, Krzysztof Świrek, Michał Walkiewicz i Janusz Zaorski, po zapoznaniu się z pracami 107 uczestników, na posiedzeniu w dniu 24 maja 2011 postanowiło przyznać następujące nagrody: Grand Prix, rzeźbę autorstwa Adama Myjaka oraz 10 000 zł, otrzymuje Marcin Adamczak za: szerokość kontekstu, w jakim umieszcza opisywane filmowe zjawiska, oraz różnorodność interpretacji, sumujących się w wyrazisty pogląd na kształt współczesnego kina. Film wybrany przez laureata Grand Prix do prezentacji podczas gali wręczenia nagród – „Obiad w środku sierpnia” reż. Gianni Di Gregorio. II nagroda (5 000 zł) – Adam Kruk za: fascynującą intelektualnie i stylistycznie wędrówkę po kulturowej i historycznej mapie kina, za rewizję filmowych i ideowych legend, rozbijanie konstruktów zbiorowej wyobraźni oraz za redefinicję pojęcia kanonu. III nagroda (2 500 zł) – Ludwika Mastalerz za: ciekawy dobór tekstów, umiejętność syntezy oraz własnego, nieoczywistego spojrzenia na poszczególnych reżyserów i poszczególne zjawiska, co najpełniej ujawniło się w tekście „Romans naturalizmu z umownością w czterech odsłonach filmowych”. Jury przyznało również następujące wyróżnienia: Anna Bielak za: przemyślany, wyczerpujący i bogaty w konteksty mini-esej o twórczości Shirin Neshat „W szczelinie pomiędzy obrazami”. Błażej Hrapkowicz za: tekst „Spróbujmy myśleć wspólnie”, w którym autor przekonująco diagnozuje wady polskiego kina i podsuwa inteligentne recepty na jego uzdrowienie. Kaja Klimek za: niebanalne poczucie humoru i stylistyczną biegłość, objawioną najpełniej w szkicu „Mam włosy i nie zawaham się ich użyć. Rzecz o fryzurach Nicolasa Cage’a” Jakub Majmurek za: celność w opisywaniu złożonych relacji między narracją filmową i uwarunkowaniami społecznymi w tekście „Połaniecczyzna na strzeżonym osiedlu”. Piotr Mirski za: tekst „127 godzin”, w którym autor pokazuje, jak powinna wyglądać ostra, świetnie napisana, inteligentna recenzja filmowa. Witold Mrozek za: sprawne łączenie wnikliwej analizy filmu z dobrze uzasadnionymi syntetycznymi sądami w tekście „Zawsze kicz? Kino szuka pomysłu na balet”. Jakub Wencel za: wnikliwą i inteligentną analizę najnowszego filmu braci Coen w tekście „Dyliżans zatrzymany”. |

| - XVI edycja – 2012 r. – Adam Kruk; |
| --- |
| Jury XVI Konkursu o nagrodę im. Krzysztofa Mętraka, wyróżniającą młodych krytyków filmowych, w składzie: Marcin Adamczak, Darek Arest, Michał Chaciński, Agnieszka Jakimiak, Marek Hendrykowski, Artur Majer, Michał Oleszczyk, Anna Osmólska-Mętrak (przewodnicząca), Jakub Socha, Andrzej Szpulak, Krzysztof Świrek, Michał Walkiewicz i Janusz Zaorski, po zapoznaniu się z pracami 78 uczestników, na posiedzeniu w dniu 29 maja 2012 roku postanowiło przyznać następujące nagrody: Grand Prix – rzeźba autorstwa Adama Myjaka oraz 10 000 zł – Adam Kruk za: stylistyczną lekkość, swobodę w poruszaniu się po różnych gatunkach filmowych, oraz umiejętność włączania innych dyskursów w ramy dyskursu krytyczno-filmowego, co zaowocowało zestawem tekstów mocnych, przenikliwych i wciągających. Film wybrany przez laureata Grand Prix do prezentacji podczas gali wręczenia nagród – „Przyjaciel rodziny” reż. Paolo Sorrentino. II nagroda (5 000 zł) – Błażej Hrapkowicz za: świetne opanowanie warsztatu krytyczno-filmowego, przejrzystość i precyzję wywodu, co najlepiej dało o sobie znać w tekście „Co ty wiesz o Iranie?”. III nagroda (ex-aequo po 1.250 zł): Karol Kućmierz za: konsekwentne podporządkowanie krytycznych sądów analizie formy filmowej i rzetelność obserwacji, sięgającą szczegółów warsztatu filmowego; Piotr Szcześniak za: szerokość spojrzenia, dojrzałą pewność krytycznych sądów i erudycję, która nie staje się balastem wykluczającym lekkość pisania, lecz przeciwnie – pozwala z lekkością właśnie przemieszczać się między gatunkami, autorami i nowymi falami współczesnego kina. Wyróżnienia: Arek Biedrzycki za: przenikliwą analizę problemów, przed jakimi filmowców stawia proza Witolda Gombrowicza, w tekście „Bembergowanie bembergiem w berg”. Kaja Klimek za: konsekwentnie rozwijany, niepodrabialny styl, humor, oraz mądre spojrzenie na popkulturę, w recenzji „Kupiliśmy zoo” i eseju o komiksowych superbohaterach – „Lepiej jak jest więcej”. Urszula Lipińska za: interpretacyjną wnikliwość, konsekwencję w poszukiwaniach, umiejętne łączenie skrupulatności z krytyczną inwencją w tekście „Marmurowa pułapka”. Martyna Łokuciejewska za: błyskotliwe prześwietlenie reguł kryminału i świeże spojrzenie na gatunkowe konwencje w tekście „Seryjni detektywi”. Marta Syrwid za: wyrazisty charakter pisma i chęć podejmowania krytycznych wyzwań w tekstach „Perły i dno” i „Leżą jak ulał”. Paweł Świerczek za: umiejętność otwartego i wyważonego spojrzenia na nowe zjawiska filmowe, zaprezentowaną w tekście „Drag, teledysk, transgresja. W poszukiwaniu nowego języka”. Michał Tusz za: poczucie humoru oraz ironię w portretowaniu „bratnich światów” krytyki i filmoznawstwa w tekście „Wykład fil(m)oznawczy”. |

| - XVII edycja – 2013 r. – Radosław Osiński; |
| --- |
| Jury XVII Konkursu o nagrodę im. Krzysztofa Mętraka, wyróżniającą młodych krytyków filmowych, w składzie: Marcin Adamczak, Darek Arest, Agnieszka Jakimiak, Marek Hendrykowski, Artur Majer, Adam Kruk, Anna Osmólska-Mętrak (przewodnicząca), Jakub Socha, Krzysztof Świrek, Michał Walkiewicz, Mateusz Werner i Janusz Zaorski, po zapoznaniu się z pracami 89 uczestników, na posiedzeniu w dniu 25 kwietnia 2013 roku postanowiło przyznać następujące nagrody: Grand Prix – rzeźba autorstwa Adama Myjaka oraz 10 000 zł – Radosław Osiński za: nieoczywiste i inspirujące spojrzenie na współczesne kino, doskonałe opanowanie krytyczno-filmowego warsztatu oraz językową i intelektualną dyscyplinę, które zaowocowały zestawem tekstów na najwyższym poziomie. Film wybrany przez laureata Grand Prix do prezentacji podczas gali wręczenia nagród – „Gracz” reż/ Robert Altman. II nagroda (ex-aequo po 3.000 zł): Błażej Hrapkowicz za: klarowność wywodu, elastyczność i pasję w analizowaniu kina współczesnego w kluczu autorskim i nie tylko; Jakub Majmurek za: umiejętność tworzenia nieoczywistych interpretacyjnych konstelacji, za konfrontowanie postaw, języków i ideologii w ramach wyrazistego autorskiego dyskursu oraz za wyjątkową wnikliwość. III nagroda (1.500 zł) – Ludwika Mastalerz za odwagę w ferowaniu nieoczywistych, a doskonale uargumentowanych sądów krytycznych, intrygujące diagnozy kina współczesnego i teksty ukazujące jak erudycyjne bogactwo przywołanych kontekstów może iść w parze zaskakującą puentą nie pozostawiającą wątpliwości co do oceny filmu. Wyróżnienia: Grzegorz Brzozowski za: recenzję filmu „Wróg numer jeden”, stanowiącą wzór erudycyjnego podejścia do filmu głównego nurtu, wrażliwego na formę filmową, kontekst polityczny i zawartość emocjonalną dzieła. Karol Kućmierz za: trafność i formalną inwencję zaprezentowane w tekście „Inwentarz Wesa Andersona – przypisy do Moonrise Kingdom”. Piotr Mirski za: tekst „Leos Carax i kino przyszłości”, urzekający wnikliwością, finezją stylistyczną i zgrabną kompozycją. Piotr Szcześniak za: tekst „Pan Zemsta” – konsekwentną stylistycznie oraz intelektualnie analizę motywu zemsty w twórczości Quentina Tarantino. Marta Syrwid za: zestaw tekstów inteligentnych i wnikliwych napisanych z pasją i lekkością; za styl, który, jak wiadomo, „jest wszystkim”. |

| - XVIII edycja – 2014 r. – Błażej Hrapkowicz; |
| --- |
| Jury współfinansowanego przez PISF XVIII Konkursu o nagrodę im. Krzysztofa Mętraka, wyróżniającą młodych krytyków filmowych, po zapoznaniu się z pracami 81 uczestników jednogłośnie postanowiło przyznać następujące nagrody: Grand Prix, rzeźbę autorstwa Adama Myjaka oraz 10 000 zł., otrzymuje Błażej Hrapkowicz za: perfekcję warsztatu, elastyczność w doborze tematów, klarowność wywodu i konsekwentne tworzenie prozy krytycznofilmowej w której kwestie estetyczne i światopoglądowe splecione są w sposób nienachalny i dojrzały. Film wybrany przez laureata Grand Prix do prezentacji podczas gali wręczenia nagród – „Poszukiwacze zaginionej Arki” reż. Steven Spielberg. II nagroda (5000 zł.) – Anka Herbut za: zestaw tekstów uwodzących wyrafinowanym stylem oraz erudycją, których lektura wiąże się z przyjemnością intelektualnej przygody. III nagroda (2500 zł.) – Jakub Wencel za: brawurowe czytanie klasyki kina, klarowność wywodów i erudycję, która pozwala autorowi przyglądać się filmom z nieoczywistych stron. Jury przyznało również następujące wyróżnienia: Bartosz Czartoryski za: tekst „Busem do Nibylandii” – pobudzającą intelekt i wyobraźnię dawkę wiedzy o historii oraz kontekstach wątku hipisów i kontrkultury w kinie. Łukasz Knap za: tekst poświęcony twórczości Abdellatifa Kechiche’a, w którym połączył biografię, estetykę i tematyczne motywy twórczości, dając wzorowy portret wybitnego współczesnego filmowca. Jakub Popielecki za: stylistyczną swobodę i myślową elastyczność, umożliwiającą przeprowadzenie owocnego śledztwa w sprawie zaginionego filmowego MacGuffina. Marcin Stachowicz za: nieoczywistą perspektywę, oryginalne tematy i odważne dopominanie się o miejsce dla złego smaku w polskim kinie. Marta Stańczyk za: tekst „Arthouse” – błyskotliwe, okraszone ironią rozpoznanie syndromów snobizmu u twórców i widzów współczesnego kina artystycznego. |

| - XIX edycja – 2015 r. – Anka Herbut; |
| --- |
| Jury XIX Konkursu o nagrodę im. Krzysztofa Mętraka, wyróżniającą młodych krytyków filmowych, w składzie: Marcin Adamczak, Darek Arest, Marek Hendrykowski, Błażej Hrapkowicz, Adam Kruk, Artur Majer, Michał Oleszczyk, Radosław Osiński, Anna Osmólska-Mętrak (przewodnicząca), Jakub Socha, Michał Walkiewicz, Mateusz Werner i Janusz Zaorski, po zapoznaniu się z pracami 82 uczestników, na posiedzeniu w dniu 21 kwietnia 2015 r. jednogłośnie postanowiło przyznać następujące nagrody: Grand Prix, rzeźbę autorstwa Adama Myjaka oraz 10 000 zł., otrzymuje Anka Herbut za: talent prozatorski, zmysłowy styl oraz równie nieoczywistą, co precyzyjną strukturę, które składają się na pewnie zmierzającą krętymi ścieżkami interpretacyjnymi refleksję, gdzie pierwsze skrzypce grają ciało, metafizyka i medium. Film wybrany przez laureatkę Grand Prix do prezentacji podczas gali wręczenia nagród – „Koronczarka” reż. Claude Goretty. II nagroda, 5000 zł. Piotr Mirski za: wybuchowy styl, którego energia idzie w parze z intelektualną sprawnością i wielką miłością do kina. III nagroda (ex aequo, po 1250 zł): Jakub Popielecki za: doskonały dziennikarski warsztat, nieoczywisty zakres tematyczny tekstów oraz ich interdyscyplinarność, słowem – za publicystykę filmową na najwyższym poziomie. Sebastian Smoliński za: bogactwo filmowych i pozafilmowych kontekstów estetycznych, które autor władny jest przywołać na obronę swoich niekonwencjonalnych wartościowań poszczególnych utworów. Wyróżnienia: Karol Kućmierz za: lekkość i wdzięk, z którymi porusza się po audiowizualnej przestrzeni w tekście „Awesome Mixtape 2014: Filmowe wizje muzyki”. Katarzyna Pochmara-Balcer za: dociekliwość, warsztat i smak w odkrywaniu pikanterii węgierskiego kina w tekście o „Innym spojrzeniu” Karoly Makka. Marta Stańczyk za: napisany z lekkością, interesujący tekst „Żółte eksperymenty”, w którym autorka przygląda się filmom mało znanego duetu Cattet i Forzani. |

| - XX edycja – 2016 r. – Grzegorz Fortuna; |
| --- |
| Jury XX Konkursu o Nagrodę im. Krzysztofa Mętraka, wyróżniającą młodych krytyków filmowych, w składzie: Darek Arest, Marek Hendrykowski, Anka Herbut, Błażej Hrapkowicz, Adam Kruk, Artur Majer, Michał Oleszczyk, Radosław Osiński, Anna Osmólska-Mętrak (przewodnicząca), Magda Sendecka, Krzysztof Świrek, Janusz Zaorski, po zapoznaniu się z pracami 85 uczestników, na posiedzeniu w dniu 22 kwietnia 2016 r. jednogłośnie przyznało następujące nagrody i wyróżnienia: Grand Prix, rzeźbę autorstwa Adama Myjaka oraz 10 000 zł, otrzymuje Grzegorz Fortuna za: dojrzałość i polot zgłoszonego zestawu tekstów, który w treści i formie łączy błyskotliwą refleksję nad fenomenami społecznego odbioru kina ze zdolnością do ironicznego spojrzenia na krytykę filmową. Film wybrany przez laureata Grand Prix do prezentacji podczas gali wręczenia nagród – „Odgłosy” reż. Dario Argento. II nagroda (ex aequo, każda po 3000 zł): Klara Cykorz (Kukowska) za: zestaw świetnie napisanych, ryzykownych i dowcipnych tekstów o wyrazistej, choć nieoczywistej strukturze i świeżym, uwodzącym stylu. Jakub Popielecki za: odwagę i umiejętność sięgania po zaskakujące konteksty kulturowe i za znakomity, zróżnicowany zestaw tekstów, w których rozległe kompetencje spotykają się z niewzruszoną elegancją stylu. III nagroda, 1500 zł – Sebastian Smoliński za: wyjątkowy splot erudycji i wrażliwości, który czyni każdy jego tekst pasjonującą lekturą i intelektualną przygodą jednocześnie. Wyróżnienia: Piotr Czerkawski za: tekst „Błogosławieni, którzy siedzą – kino Roya Anderssona” – błyskotliwą i kompleksową analizę uniwersum szwedzkiego reżysera, którą czyta się jednym tchem, z uśmiechem i ukłonem dla językowych pląsów autora. Piotr Mirski za: doskonały stylistycznie i retorycznie tekst o „Wadzie ukrytej”, w którym wpisuje film Paula Thomasa Andersona w kontekst całej twórczości reżysera, wskazując zarazem na autorską konsekwencję, jak i ewolucję. Michał Piepiórka za: świeżość spojrzenia i inspirującą próbę przewartościowania polskiego kina końca lat 90. w tekście „Poza dobrem i złem, czyli nikt nie lubi Poniedziałku”. Piotr Pluciński za: brawurowy esej o twórczości braci Farrellych, ukazujący ich jako mistrzów współczesnej komedii. Sebastian Pytel za: wydobycie w tekście „Martwy piksel” nieoczywistych sensów z „11 minut” Jerzego Skolimowskiego. W informacji prasowej Jury zwróciło uwagę na wysoki poziom nadesłanych na konkurs prac. |

| - XXI edycja – 2017 r. – Sebastian Smoliński; |
| --- |
| Jury XXI Konkursu o Nagrodę im. Krzysztofa Mętraka, wyróżniającą młodych krytyków filmowych, w składzie: Marcin Adamczak, Grzegorz Fortuna, Marek Hendrykowski, Błażej Hrapkowicz, Agnieszka Jakimiak, Adam Kruk, Borys Lankosz, Magdalena Łazarkiewicz, Artur Majer, Michał Oleszczyk, Radosław Osiński, Anna Osmólska-Mętrak (przewodnicząca), Andrzej Szpulak, Janusz Zaorski, po zapoznaniu się z pracami 72 uczestników, na posiedzeniu w dniu 19 maja 2017 r. jednogłośnie przyznało tegoroczne nagrody: Grand Prix, rzeźbę autorstwa Adama Myjaka oraz 10 000 zł, otrzymuje Sebastian Smoliński za znakomitą prozę krytycznofilmową, pełną świeżych i oryginalnych spostrzeżeń, które zaskakują i czynią czytelnika towarzyszem intelektualnej przygody. Film wybrany przez laureata Grand Prix do prezentacji podczas gali wręczenia nagród – „Mikrokosmos” reż. Claude Nuridsany, Marie Pérennou. II nagroda, 5000 zł – Klara Cykorz (Kukowska) za: teksty pozornie utrzymane w rozpoznawalnej konwencji recenzji, które szybko przeistaczają się w fascynujące eseje, gdzie nieoczywista i precyzyjna zarazem struktura, wyjątkowa wrażliwość i pasja autorki oraz jej gęsty i dowcipny styl składają się na nienachalne, wyłaniające się niepostrzeżenie wyznanie miłości do wszystkiego, co wymyka się schematom. III nagroda, 2500 zł – Piotr Czerkawski za: krytyczną wnikliwość i konsekwentną rezygnację z formułowania łatwych tez; za istotny głos w dyskusji o kinie narodowym i wprowadzenie w nią niepopularnego stanowiska upominającego się o nie konserwowanie takich pojęć jak „naród” czy „wspólnota”; za ideową, polityczną i krytycznofilmową wrażliwość. Wyróżnienia: Karol Kućmierz za: spojrzenie na rewolucję serialową w tekście „Serialowa rewolucja a sprawa polska” w sposób zwięzły, spójny i bez kompleksów, dający zadowolenie z obcowania ze sztuką, która czyni odbiorcę radosnym analitykiem. Ada Minge za: przenikliwy tekst o „Komunii” w reż. Anny Zameckiej, wskazujący na krytyczną dojrzałość oraz na posiadanie własnego, autorskiego stylu pisania, charakteryzującego się empatią i niepowierzchownym spojrzeniem. Michał Piepiórka za: niezwykłe połączenie wrażliwości i erudycji zaprezentowane w tekście „W poszukiwaniu rosyjskiej duszy”. Jakub Popielecki za: wirtuozerskie ukazanie filmowych kontekstów i kinowej obrazowości w muzyce elektronicznej Buriala w tekście „Burial: Tańcząc w ciemnościach”. Kornelia Sobczak za: rozważnie i romantycznie uwspółcześnioną ocenę serialu „Jan Serce” w tekście „Porażki Serca”. Marcin Stachowicz za: tekst „My, pokolenie bez formy”, w którym autor wymierza celny cios w tzw. „kino pokoleniowe”, oraz esej „Duch nowoczesnego człowieka” – świetną analizę filmu „Personal Shopper”. Marta Syrwid za: fascynujące i niezwykle szczegółowe śledztwo w sprawie kinematografii litewskiej przeprowadzone w tekście „Piękna, poszukiwania”. W informacji prasowej członkowie jury zwrócili uwagę na bardzo wysoki poziom nadesłanych na konkurs prac. |

| - XXII edycja – 2018 r. – Klara Cykorz; |
| --- |
| Jury XXII Konkursu o Nagrodę im. Krzysztofa Mętraka, wyróżniającą młodych krytyków filmowych, w składzie: Grzegorz Fortuna, Marek Hendrykowski, Anka Herbut, Błażej Hrapkowicz, Adam Kruk, Artur Majer, Paweł Maślona, Michał Oleszczyk, Radosław Osiński, Anna Osmólska-Mętrak (przewodnicząca), Sebastian Smoliński, Krzysztof Świrek, Janusz Zaorski, po zapoznaniu się z pracami 74 uczestników, na posiedzeniu w dniu 25 maja 2018 r. jednogłośnie postanowiło przyznać następujące nagrody: Grand Prix, rzeźbę autorstwa Adama Myjaka oraz 10 000 zł, otrzymuje Klara Cykorz za: za pełne językowej inwencji i intelektualnej dezynwoltury teksty, w których przemyślana narracja idzie pod rękę z oryginalnym stylem, czego efektem jest jedyna w swoim rodzaju czytelnicza przygoda – zaskakująca, wartościowa poznawczo, a przy tym oferująca przyjemność obcowania z krytyką filmową o dużych walorach literackich. Film wybrany przez laureatkę Grand Prix do prezentacji podczas gali wręczenia nagród – „Zazie w metrze” reż. Louis Malle. II nagroda, 5000 zł – Marcin Stachowicz za: wyrafinowany styl, osobiste spojrzenie, ciekawy dobór tematów oraz dążenie do uchwycenia w pełni omawianych dzieł i zjawisk. III nagroda, 2500 zł – Kornelia Sobczak za: precyzję i czystość stylu, pewność w proponowaniu nieoczywistych i przekonujących interpretacji oraz rzadko spotykaną zdolność harmonijnego łączenia wyczulonej na szczegół analizy z dojrzałą syntezą, uwzględniającą społeczny i polityczny kontekst kina. Wyróżnienia: Piotr Czerkawski za: nieoczywisty i niezwykle błyskotliwy tekst pod tytułem „Why so serious?”, w którym autor z powodzeniem dowodzi, że przebłyski komizmu można znaleźć nawet w jądrze ciemności slow cinema. Diana Dąbrowska za: flirt z kinem i czytelnikiem, co przyniosło w efekcie intrygującą, zmysłową interpretacją Nowej Fali w tekście „Uwodzić aż do utraty tchu”. Marcin Kempisty za: tekst dotyczący twórczości Maurice’a Pialata – osobisty, ciepły, nieokrzesany niczym całkowicie niezaprzeczalny talent jego autora do snucia opowieści i operowania słowem. Karolina Kostyra za: recenzję „Tamtych dni, tamtych nocy” („Zatrzymać to uczucie”), która jest tak nieziemsko sensualna, subtelna i eteryczna, że aż chciałoby się ją przepisać do pożółkłego zeszytu i czytać gdzieś pod wiszącą skałą. Karol Kućmierz za: wrażliwość na niuanse formy i oryginalną kinofilską perspektywę w tekście „Spojrzenie Kogonady”. Michał Piepiórka za: tekst „To my, Polacy”, problemową recenzję „Botoksu” Patryka Vegi, w której bezpardonowo, lecz godnie rozlicza się z narodowymi przywarami – od masowego serwilizmu, do intelektualnego snobizmu. Jury pragnie podkreślić bardzo wysoki poziom nadesłanych na konkurs prac. |

| - XXIII edycja – 2019 r. – Klaudia Rachubińska; |
| --- |
| Jury XXIII Konkursu o Nagrodę im. Krzysztofa Mętraka, wyróżniającą młodych krytyków filmowych, w składzie: Marcin Adamczak, Darek Arest, Klara Cykorz, Paweł Felis, Grzegorz Fortuna, Marek Hendrykowski, Anka Herbut, Błażej Hrapkowicz, Agnieszka Jakimiak, Adam Kruk, Artur Majer, Michał Oleszczyk, Radosław Osiński, Anna Osmólska-Mętrak (przewodnicząca), Sebastian Smoliński, Andrzej Szpulak, Janusz Zaorski, Bartosz Żurawiecki, po zapoznaniu się z pracami 52 uczestników, na posiedzeniu w dniu 23 maja 2019 r. postanowiło jednogłośnie przyznać następujące nagrody: Grand Prix, rzeźbę autorstwa Adama Myjaka oraz 10 000 zł, otrzymuje Klaudia Rachubińska za: zestaw znakomitych tekstów opartych na inspirujących paradoksach – jednocześnie imponujących pod względem literackim i rasowo krytyczno-filmowych; połączonych wspólnym tematem, ale przy tym odmiennych stylistycznie i dopasowanych do atmosfery omawianych filmów i seriali; za umiejętność wyciągania oryginalnych wniosków i odwagę w rozprawianiu się z powierzchownymi interpretacjami. Film wybrany przez laureatkę Grand Prix do prezentacji podczas gali wręczenia nagród – „Zwierzęta Ameryki” reż. Bart Layton. II nagroda, ex-aequo, po 3000 zł – Maciej Kryński za: wyczulenie na język filmu, umiejętność twórczego posługiwania się językowym i myślowym skrótem oraz swobodę poruszania się na niebezpiecznym terytorium pogranicza sztuk. Marcin Stachowicz za: odwagę, rozmach, szerokie spektrum tematyczne i formalne, za paranoiczne ciągi i polityczne baśnie, czarodziejsko-pirackie rozmazywanie granicy między krytyką a literaturą. III nagroda, 1500 zł – Diana Dąbrowska za: onsekwentny styl krytyczny, wyjątkowo wyczulony tak na ciągłość historii kina, jak i na indywidualne charaktery pisma twórców, których dzieła opisuje Laureatka z delikatnością i przenikliwością jednocześnie. Wyróżnienia: Sylwia Borowska-Kazimiruk za: tekst „Naked/Nude” – imponujący przykład eleganckiego i wnikliwego, a przy tym bardzo osobistego odczytania filmu. Marcin Kempista za: za tekst „Elegia o Ralphie Demolce” – elegancką miniaturę prozatorską, w której portret animowanego bohatera kreślony jest z empatią i wyczuciem szczegółu, składającymi się na niekonwencjonalną opowieść o analogowo-cyfrowym świecie. Karol Kućmierz za: wdzięk stylu i zdolność przekornego przyglądania się nie tylko filmowym konwencjom w analizie perwersyjnej natury stand-upu i jego zwodniczej, autoterapeutycznej siły w tekście „Koniec z komedią” (na przykładzie „Nanette”). Patrycja Mucha za: wyrażony w tekście „Pokolenie 16mm” krytyczny namysł nad filmowym portretem dojrzewania w latach 90. Joanna Najbor za: znakomity literacko, gęsty od znaczeń i pulsujący miłością do kina esej o twórczości Lisandro Alonso. Jury pragnie podkreślić bardzo wysoki poziom nadesłanych na konkurs prac. |

| - XXIV edycja – 2020 r. – Marcin Stachowicz; |
| --- |
| Jury XXIV Konkursu o Nagrodę im. Krzysztofa Mętraka, wyróżniającą krytyczki i krytyków piszących o kinie, w składzie: Marcin Adamczak, Klara Cykorz, Paweł Felis, Marek Hendrykowski, Andrzej Horubała (PISF), Błażej Hrapkowicz, Agnieszka Jakimiak, Adam Kruk, Artur Majer, Michał Oleszczyk, Radosław Osiński, Anna Osmólska-Mętrak (przewodnicząca), Klaudia Rachubińska, Sebastian Smoliński, Janusz Zaorski, po zapoznaniu się z pracami 74 uczestników, na posiedzeniu (online) w dniu 13 czerwca 2020 r., podkreślając niezwykle wysoki i wyrównany poziom nagrodzonych i wyróżnionych prac, postanowiło przyznać następujące nagrody: Grand Prix, rzeźbę autorstwa Adama Myjaka oraz 10 000 zł, otrzymuje Marcin Stachowicz za: głębię ostrości (DOF) widzenia filmów i sztuk audiowizualnych w szerszym niż kino kontekście oraz za osobisty punkt widzenia (POV), który niczemu nie schlebia, lecz pozbawiony jest niedojrzałego gniewu i oceny. II nagroda, ex-aequo, po 2500 zł – Diana Dąbrowska za: dojrzałość krytycznofilmową, wyrazistość zainteresowań, erudycję i jasność formułowania myśli w sposób przyjazny czytelniczkom i czytelnikom o różnym stopniu kompetencji filmoznawczej. Katarzyna Kebernik za: wyobraźnię, która każe nam widzieć w niezrealizowanym filmie Sergia Leone kluczowe wydarzenie z historii kina, a w Januszu Traczu esencję polskości, a także za językową precyzję i retoryczną swadę, które pozwalają przyjąć to wszystko jako zupełną oczywistość. Joanna Najbor za: teksty meandryczne, wielopoziomowe tematycznie i gatunkowo, w których żadna odpowiedź nie jest nigdy ostatecznym, definitywnym końcem; za wrażliwość zarówno na praktyki tworzenia, jak i odbioru; w końcu za precyzję analityczną, która nie poprzestaje na tym, co jest, ale rzuca wyzwanie, marzy o kinie, które mogłoby być. III nagroda. Jury postanowiło nie przyznawać trzeciej nagrody. Wyróżnienia: Sylwia Borowska-Kazimiruk za tekst: „Awangarda wrażliwości”, w którym Autorka dokonuje odkrywczej i wnikliwej analizy Drzew Grzegorza Królikiewicza; za umiejętność odświeżania krytycznego języka opisu, dzięki osadzeniu filmu w kontekście polskiej transformacji oraz dzięki rewizji pojęcia filmowej porażki; za umiejętność wielopoziomowej i kontekstowej lektury dzieł, które zostały pominięte i zmarginalizowane. Igor Kierkosz za tekst: „Kompilacja faili z cholernie dobrym jazzem w tle” – spektakularną podróż przez kilka dekad kina skejterskiego, elektryzującą bogactwem odniesień i pisarską swadą, z której przebija niepozbawiony krytycznego aspektu zachwyt nad opisywanym tematem, poczucie humoru oraz czysta radość z dzielenia się z czytelnikiem własną pasją. Gabriel Krawczyk za tekst: „Nowy papież” - pogłębioną diagnozę artystycznego i intelektualnego potencjału drzemiącego w ekranowym obrazie, który byłby niehagiograficznym portretem Jana Pawła II. Maciej Kryński za: żywy, eliptyczny język, iskrzący humorem styl, umiejętność płynnego przekraczania granic ekranu i błyskotliwość twórczego opracowania - w oryginalnej i nieoczywistej formie tekstu „Purpurowa róża z Pekinu” - jednego z najgorszych koszmarów krytyka: telefonu od bohatera recenzowanego filmu. Patrycja Mucha za: intrygujący opis tych, które bywały jednocześnie oglądane i niezauważane w tekście „Bezimienne piękności”, stanowiącym imponujące połączenie filmowej erudycji i nerwu krytycznego oraz popis umiejętności pisania zarówno o tym, co na ekranie jak i o tym, co za kulisami przemysłu filmowego. Głównymi organizatorami konkursu są Anna Osmólska-Mętrak i Janusz Zaorski (fundatorzy Grand Prix), we współpracy z PISF, który finansuje wszystkie nagrody pieniężne oraz ze Stowarzyszeniem „Nowe Horyzonty”, które funduje nagrody dodatkowe i gości uczestników na MFF Nowe Horyzonty we Wrocławiu, gdzie w listopadzie 2020 r. odbędzie się uroczysta ceremonia wręczenia nagród. |